# Улица Верени (Чернигов)
Улица Верени (укр. Вулиця Верені) — улица в Новозаводском районе города Чернигова, исторически сложившаяся местность (район) Старая Подусовка. Пролегает от улицы Заньковецкой до улицы Транспортная.
Примыкают переулок Хмельницкого, улицы Хмельницкого, Теробороны (Гагарина), Спортивная, Стародубская (Белорусская).
По названию улицы именуется остановка общественного транспорта, расположенная по улице Теробороны (Гагарина).

## История
Транзитная улица была проложена в конце 1950-х годов и застроена индивидуальными домами. 
В конце 1980-х годов Транзитная улица переименована на улица Верени — в честь воина-интернационалиста, участвовавшего в Афганской войне, уроженца Чернигова Александра Николаевича Верени
По старому названию именуется Транзитный переулок длиной 440 м — пролегает от улицы Гагарина на север, параллельно улице Верени. Один из отрезков переулка длиной 540 м в 1986 году выделен в отдельную улицу Цымбалиста.

## Застройка
Улица пролегает в северо-восточном направлении — от леса к ж/д линии Чернигов—Неданчичи — параллельно улицам Глинки и Радио. Парная и непарная стороны улицы заняты усадебной застройкой. 
Учреждения:
1. дом № 2 — санаторий «Зелёный Гай»